# پتر کورت
پتر کورت (آلمانی: Peter Kurth؛ زادهٔ ۴ آوریل ۱۹۵۷) هنرپیشه اهل آلمان است.
از فیلم‌ها یا برنامه‌های تلویزیونی که وی در آن نقش داشته‌است می‌توان به خداحافظ لنین، دوست من، اشباح، طلا، بهشت و در راهروها اشاره کرد.
وی همچنین برندهٔ جوایزی همچون جایزه فیلم آلمان شده‌است.